# Козловка (Батиревський район)
Козло́вка (рос. Козловка, чув. Кословккă) — присілок у складі Батиревського району Чувашії, Росія. Входить до складу Тойсинського сільського поселення.
Населення — 143 особи (2010; 176 у 2002).
Національний склад:
- чуваші — 99 %